# Joaquín Ardaiz
Joaquín Matías Ardaiz De Los Santos, được biết với cái tên Joaquín Ardaiz, (sinh ngày 11 tháng 1 năm 1999) là cầu thủ bóng đá người Uruguay đang thi đấu cho Danubio ở vị trí tiền đạo.

## Sự nghiệp
Ardaiz là cầu thủ của lò đào tạo trẻ Danubio. Anh ấy bắt đầu giải vào ngày 14 tháng 2 năm 2016 trước C.A. Cerro.